# Bombardements de Nantes
Les bombardements des 16 et 23 septembre 1943 sont des bombardements aériens stratégiques menés par les Alliés sur  Nantes en France pendant la Seconde Guerre mondiale. Ces bombardements furent les plus meurtriers et les plus dévastateurs que connut l'agglomération nantaise (Nantes, Saint-Herblain, etc.) sur l'ensemble du conflit. 

## Les objectifs
Les objectifs des escadrilles étaient la destruction du port de Nantes, plus exactement les navires d'assistance aux sous-marins et aux raiders allemands (pétroliers et ravitailleurs) amarrés sur le quai de la Fosse, ainsi que, à 5 km au sud-ouest de Nantes et de la Loire, la base d'aviation militaire allemande de Château-Bougon, à partir de laquelle la Luftwaffe faisait décoller des avions allant bombarder l'Angleterre (déjà, l'usine d'aviation située à proximité avait été au trois quarts détruite lors d'un précédent raid le 4 juillet 1943). Mais au lieu de voler dans le sens de la Loire pour prendre les quais en enfilade, les bombardiers qui arrivaient du Nord traversèrent la ville perpendiculairement à très haute altitude, éparpillant leurs bombes sur la ville de telle sorte que la plupart n’atteignirent pas leurs cibles et s'écrasèrent dans le centre-ville.
Il semble que le quai et les ponts n'aient pas été trop durement atteints puisque, moins d'un an après en août 1944, l'armée allemande prendra soin de les saboter avant d'évacuer la ville, afin de retarder l'avance de l'armée américaine.

## La défense allemande et la défense passive
Dès 1938, Nantes s'était dotée d'un système de défense passive (dont le siège se trouvait dans l'Hôtel Rosmadec, un des bâtiments de l'Hôtel de ville) permettant aux habitants de se mettre aux abris, mais côté allemand, il n'y a pas eu de réaction de la Flak (défense anti-aérienne). Pendant le second bombardement du 23 septembre, les Allemands mettent en place des écrans de fumée pour brouiller la visibilité.

## Les bombardements

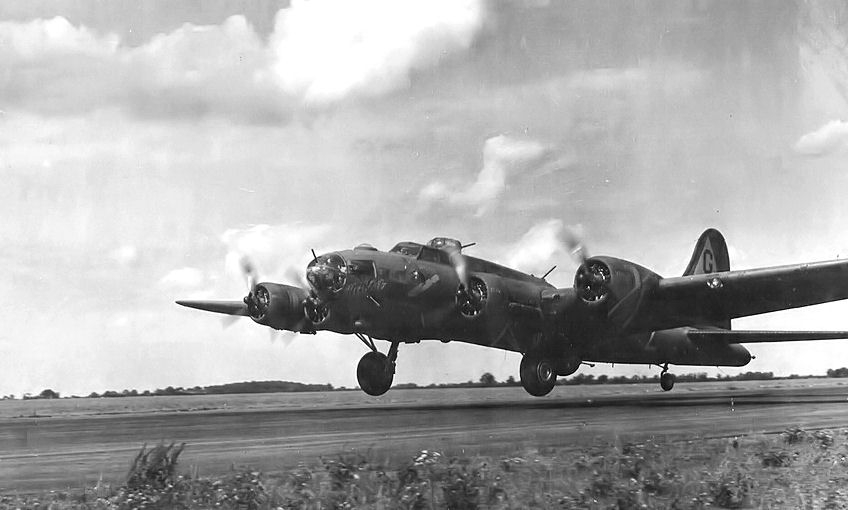
Boeing B-17 Flying Fortress de la 8e Air Force identique à ceux qui ont mené les bombardements.

Le centre de Nantes n'ayant jamais été bombardé, la population civile nantaise n'a pas pris au sérieux les alertes déclenchées, étant habituée depuis plusieurs mois à ce que celles-ci annoncent des avions qui allaient finalement bombarder Saint-Nazaire. Ainsi, rares furent les personnes qui prenaient le chemin des abris lorsque les sirènes retentissaient. Pourtant, au 16 août 1943, Nantes avait déjà connu 373 alertes et 9 bombardements qui avaient causé la mort de 33 personnes.

### 16 septembre 1943

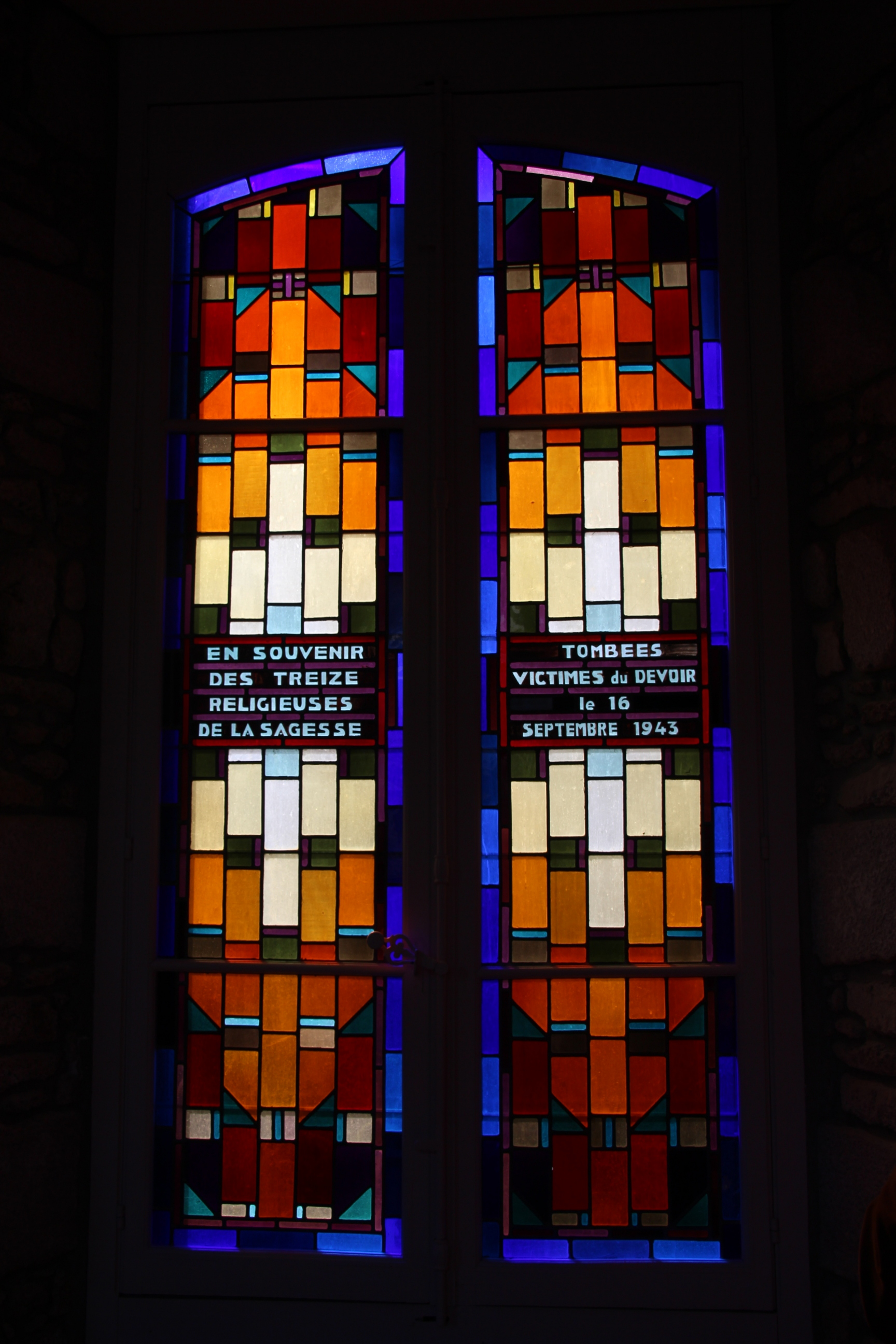
Vitrail de l'ancienne chapelle de l'Hôpital Saint-Jacques (Nantes) commémorant la mort de 13 religieuses de la Sagesse lors du bombardement du 16 septembre. Les vitraux de cette chapelle sont aujourd'hui à Saint-Laurent-sur-Sèvre (Vendée) à la maison-mère de la congrégation religieuse.

Peu après 15 h 30, les sirènes donnent l’alerte. Environ dix minutes plus tard, 147 forteresses B17 de la 8e Air Force américaine survolent la ville.
 
À 16 heures 05, les premières bombes larguées par les Américains atteignent le centre de Nantes. Différents quartiers sont touchés, tels la butte Sainte-Anne ou les Ateliers et chantiers de Bretagne. De son côté, l’Hôtel-Dieu, qui accueille 800 malades, sera touché par 47 bombes, faisant 40 morts et 36 blessés au sein du personnel hospitalier.
 
En un quart d’heure, 1 450 bombes s’abattent sur 600 points de chute dans la cité et son agglomération. Le centre, gravement touché, reçoit 130 projectiles déclenchant de nombreux incendies, notamment le secteur de la rue du Calvaire, de la place Royale et de la basilique Saint-Nicolas.

### 23 septembre 1943

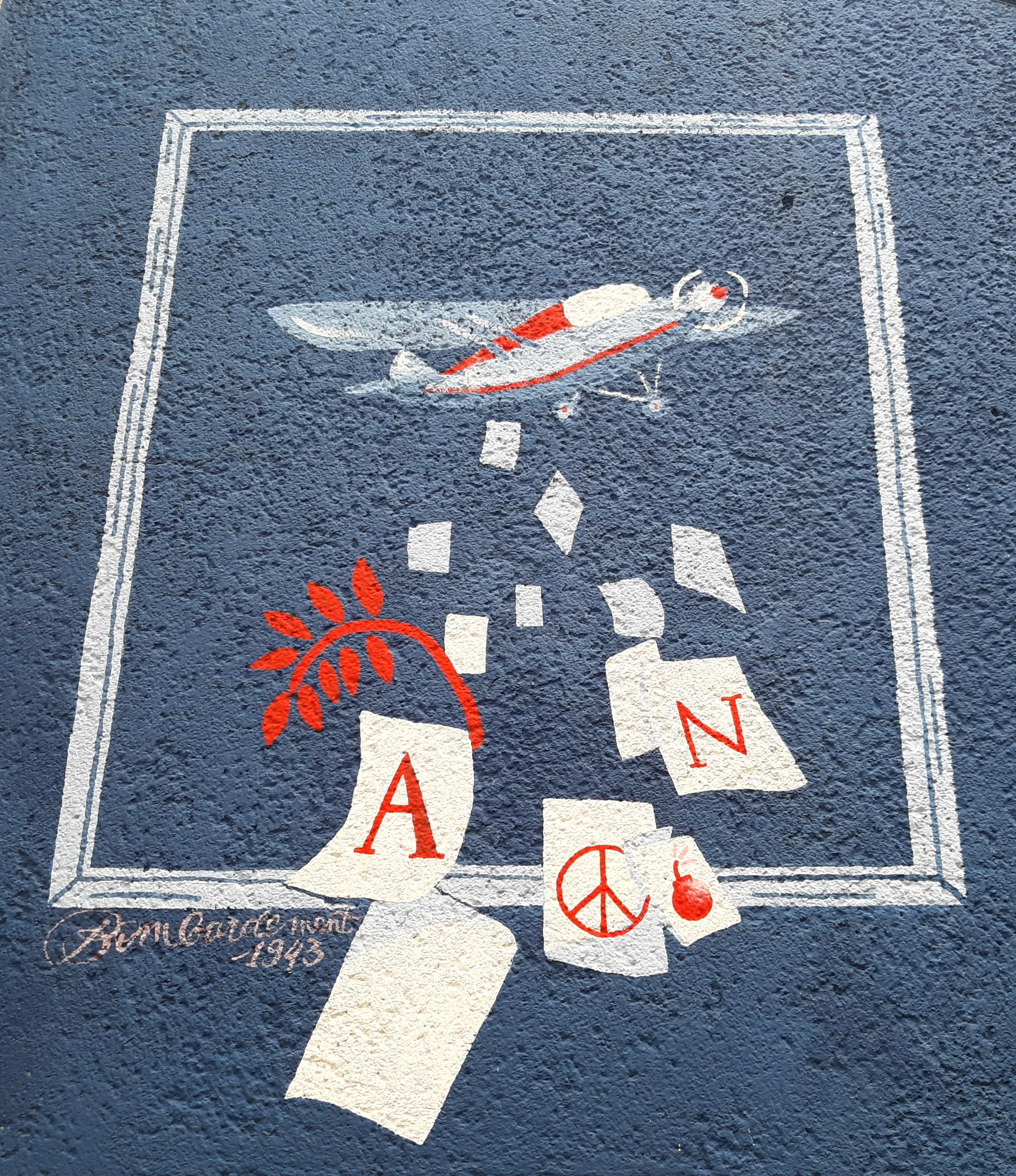
Fresque évoquant les bombardements de 1943, rue d'Ancin

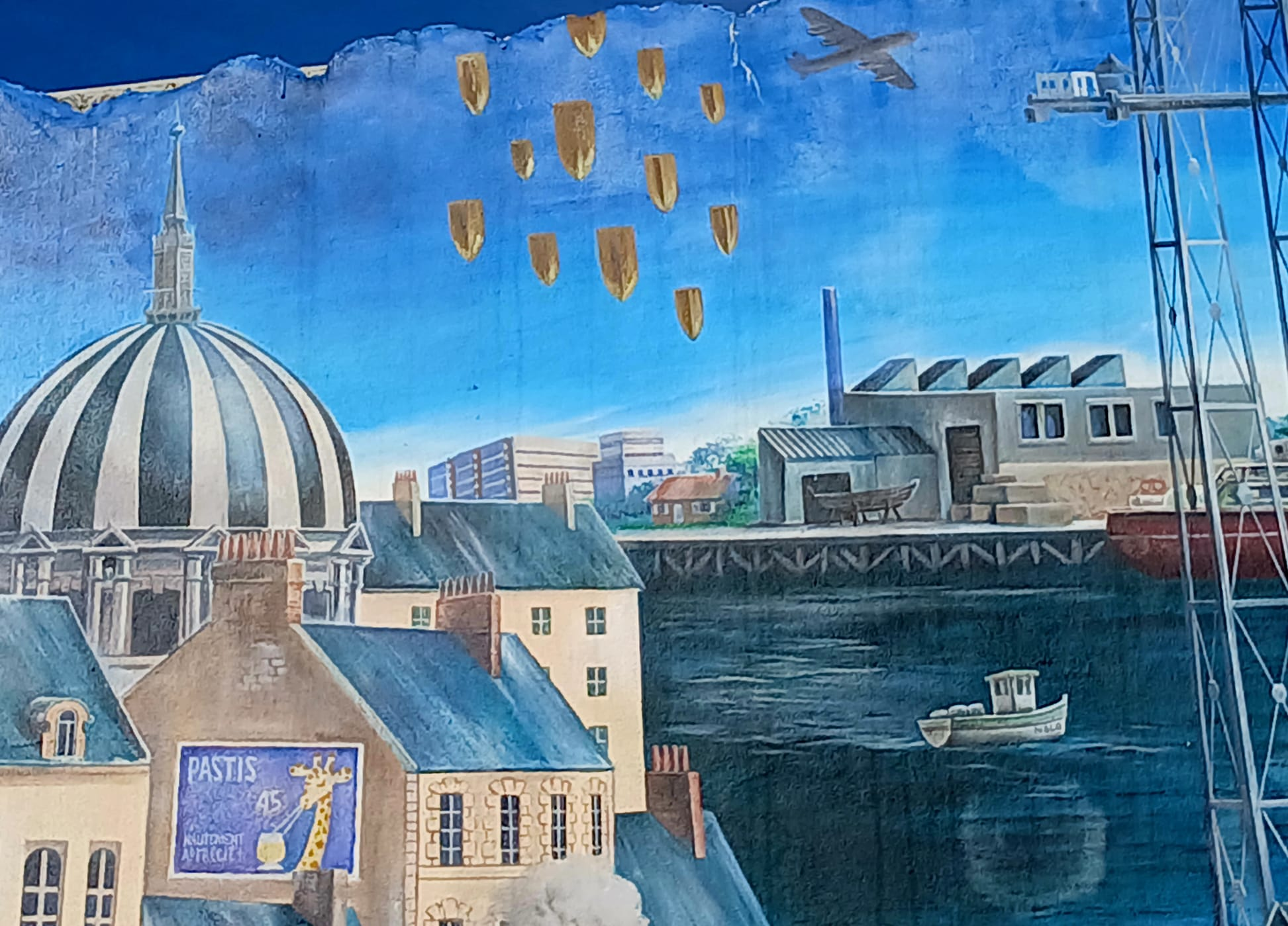
Les bombardements de Nantes, représentés sur Le Mur tombé du ciel.

Un nouveau raid aérien est lancé contre la ville, les objectifs des Alliés n’ayant pas été totalement atteints le 16 septembre. Six groupes de la 8e Air Force ont ordre de bombarder le port de Nantes. À 9 h 14, les premiers avions survolent la ville et l’alerte est déclenchée. À environ 9 h 20, les premières bombes sont lâchées sur la zone portuaire.
À 18 h 55, une nouvelle alerte retentit : une centaine de B17 reviennent bombarder la ville.

## Bilans

### Bilan humain
Au total, 1 463 civils sont tués lors de ces bombardements et plus de 2 500 blessés sont recensés. Une chapelle ardente est installée au musée des beaux-arts. Dans les jours qui suivent, 10 000 personnes sont sans-abri.

### Bilan matériel

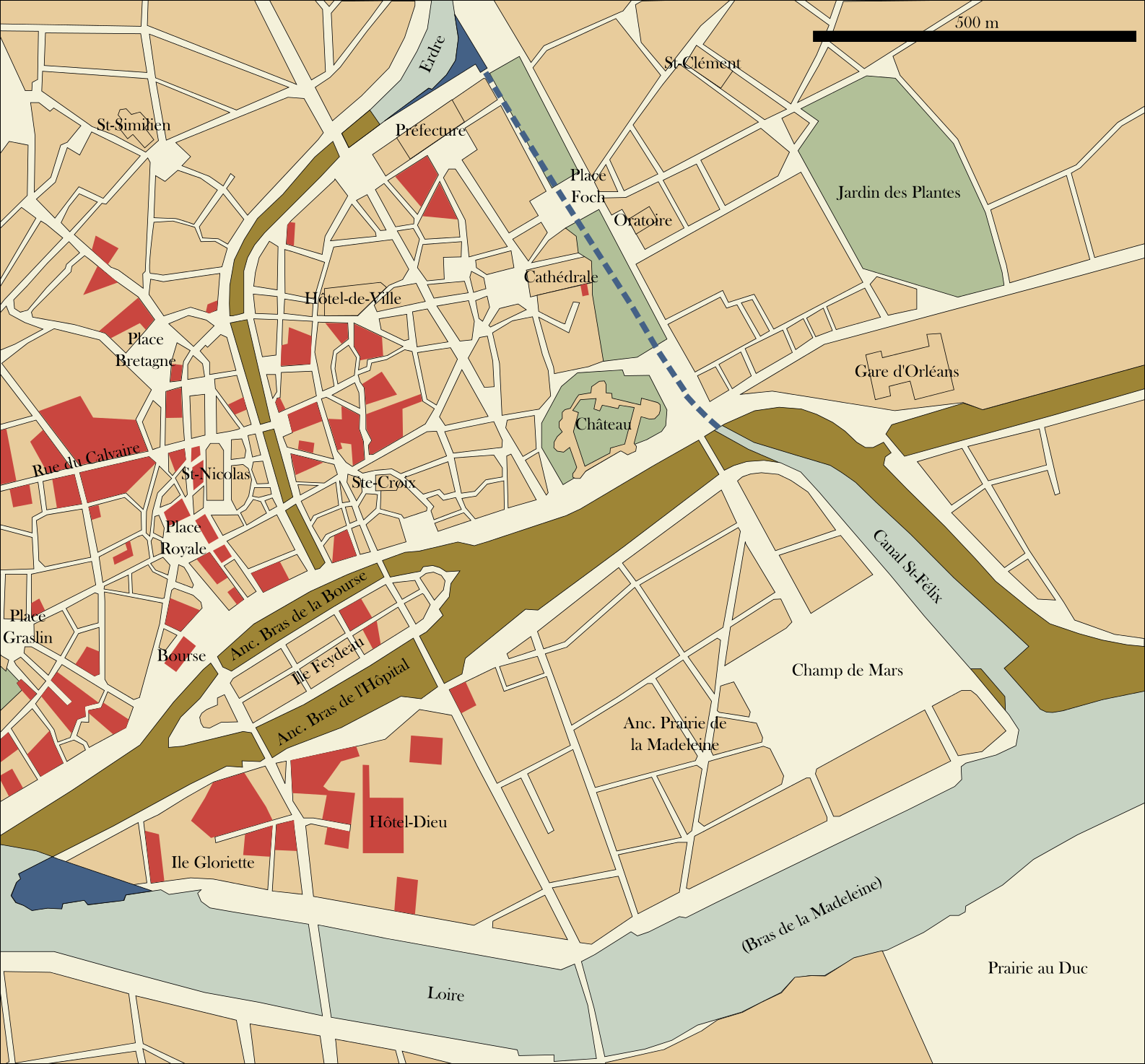
Plan du centre-ville de Nantes sur lequel figurent en rouge les immeubles détruits ou très endommagés par les bombardements américains de 1943.

Plus de 700 maisons et immeubles sont détruits ; 3 000 sont inhabitables. L’Hôtel-Dieu est durement touché (60 % des bâtiments sont inutilisables) et amène l'hôpital Saint-Jacques à devenir le principal hôpital nantais avant la reconstruction d'un nouvel Hôtel-Dieu (mis en service en 1964). Des milliers de tonnes de sucre sont détruites à la Chambre de commerce. Selon un témoin, les grands magasins Decré ne sont plus « qu’un gigantesque squelette couché ». Sur le quai de la Fosse, la maison des Tourelles, très endommagée, sera démolie par la suite.

## Conséquences
À la suite de ces trois bombardements, un exode massif de Nantais (près de deux tiers des habitants) a lieu vers les villes alentour : Thouaré, Vertou, La Chapelle-sur-Erdre, etc. Un avis à la population est lancé.
La population nantaise conçoit une certaine rancœur née de l'imprécision tragique de ces bombardements, élément qui peut expliquer en partie une certaine lenteur dans le développement du mouvement résistant à Nantes à la fin de la guerre. S'appuyant sur ce ressentiment, la propagande vichyste et la presse collaborationniste saisissent une nouvelle fois l'occasion pour dénoncer les bombardements faits sur des villes, en qualifiant les pilotes alliés de « pirates anglo-américains » qui tuent hommes, femmes et enfants, prétendant que ces bombardements n'étaient pas justifiés car la ville de Nantes ne présentait aucun intérêt stratégique. 
Malgré les dégâts importants et le nombre de victimes, la plupart des Nantais n'en garderont visiblement pas une rancœur tenace et feront même un accueil joyeux aux troupes américaines lors de leur entrée dans la ville, le 12 août 1944, même si à cause de ces bombardements, beaucoup d'entre eux ne participeront pas aux festivités.

## Mémoire
En 2014, l'Esplanade des Victimes-des-bombardements-des-16-et-23-septembre-1943 y est baptisée à l'angle du cours Olivier-de-Clisson et du boulevard Jean-Philippot
Chaque année, des cérémonies commémoratives ont lieu le 16 septembre au cimetière de la Chauvinière où sont enterrées les victimes.
Un odonyme local à Saint-Herblain (rue du 16-Septembre) rappelle ces événements.
Le film d'Agnès Varda Jacquot de Nantes évoque les bombardements à travers les souvenirs de Jacques Demy qui était alors âgé de douze ans et qui restera très marqué par cette violence.